# Голубичи (Витебская область)

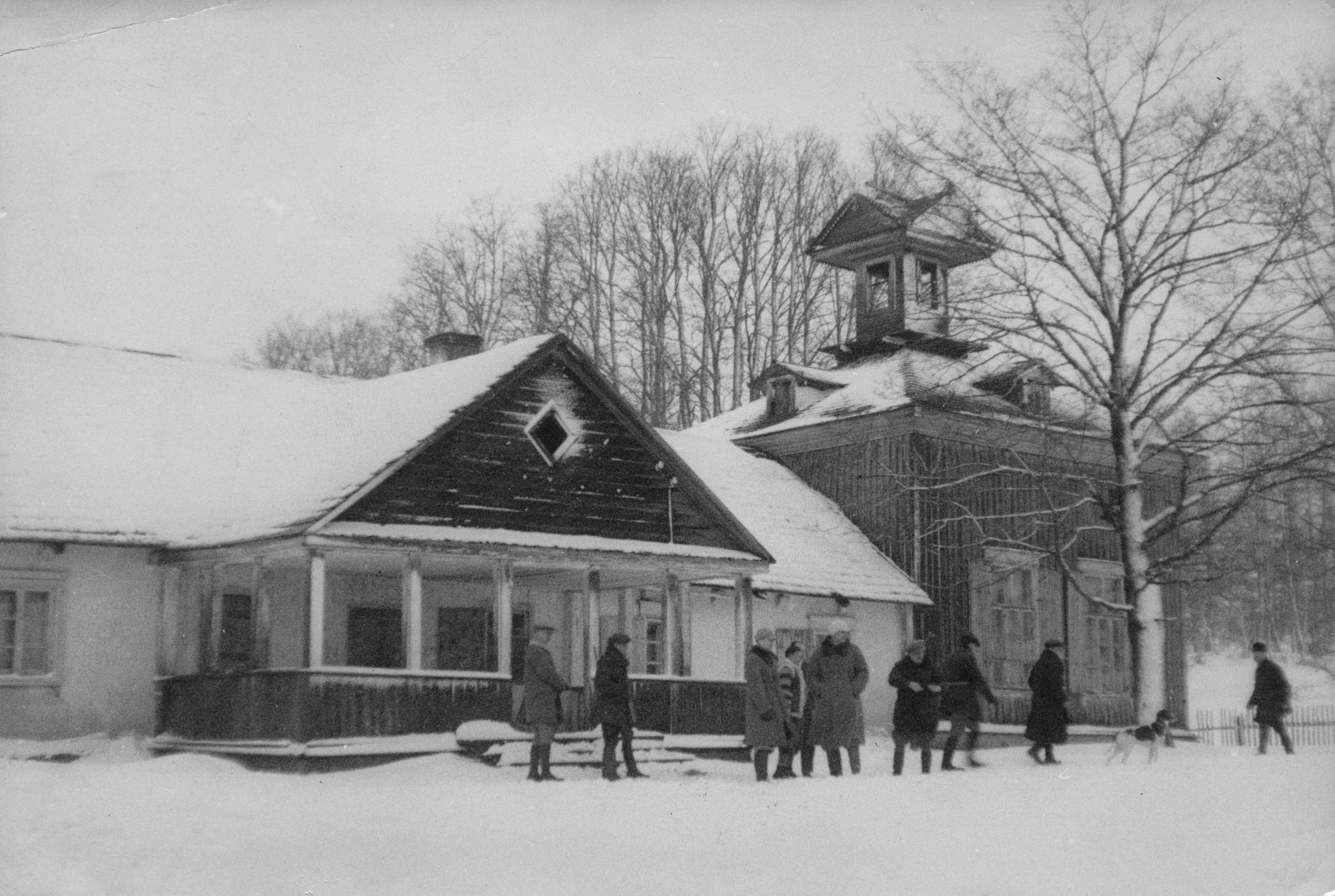
Усадьба в Голубичах. Фото начала XX века

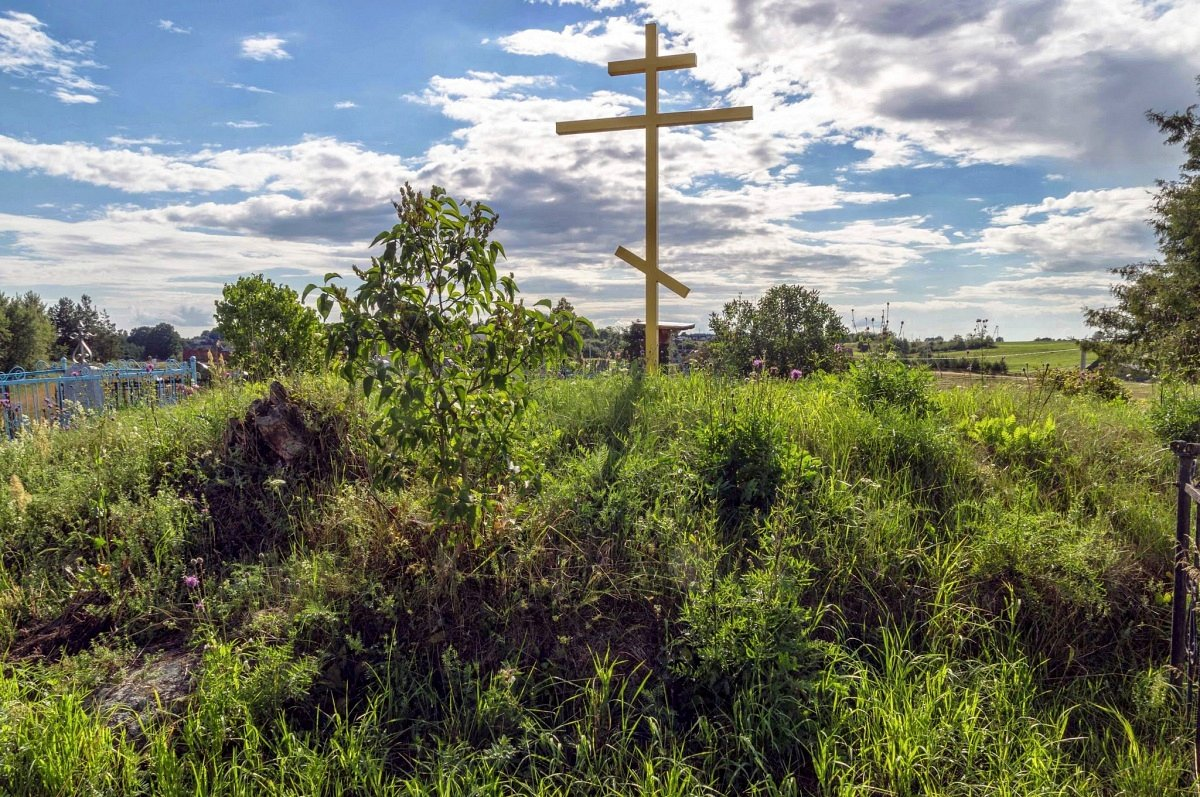
Крест на месте бывшей церкви

Голубичи (бел. Галубічы) — агрогородок в Глубокском районе Витебской области Беларуси, центр Голубичского сельсовета. 

## География
Агрогородок находится в 5 км к югу от посёлка городского типа Подсвилье и в 18 км к юго-востоку от райцентра, города Глубокое. Село связано дорогами с Глубоким, Подсвильем, Крулевщиной и несколькими окрестными деревнями. Ближайшая ж/д станция находится в Подсвилье (ветка Полоцк — Молодечно).

## Население и социальная инфраструктура
В 2009 году в деревне Голубичи проживало 394 человека. За последние 25 лет число жителей деревни уменьшилось более чем на 100 человек вследствие естественной убыли и переезда молодежи в более крупные населенные пункты.
Из объектов общественной инфраструктуры имеются здание Голубичского сельского совета, управление СПК «Голубичи» (филиал Глубокского мясокомбината), здание Голубичского лесничества, Дом культуры, фельдшерско-акушерский пункт, 2 магазина (в 2016 было 3). 
В 2017 году было закрыто отделение «Белпочты», также закрыта школа-сад вследствие отсутствия в деревне достаточного количества детей.

## История
Первое упоминание Голубичей в источниках датируется 1431 годом, принадлежало роду Корсаков. В XVI веке поселение в составе Полоцкого воеводства. Ян Голубицкий-Корсак владел Голубичами в конце XVI-начале XVII века, в 1622 году он построил в своём имении православную церковь.
В результате второго раздела Речи Посполитой (1793) Голубичи оказались в составе Российской империи, в Дисненском уезде сначала Минской, а с 1842 года — Виленской губернии. В 1843 году здесь была построена новая православная церковь Николая Чудотворца. В начале XX веке в местечке помимо церкви действовал еврейский молитвенный дом.
По Рижскому мирному договору (1921 года) Голубичи попали в состав межвоенной Польской Республики, где принадлежали Дисненскому повету Виленского воеводства. С 1939 года в составе БССР.
Николаевская церковь пострадала во время Великой Отечественной войны и была разобрана в послевоенный период. Усадебный дом не сохранился, от дворянской усадьбы XIX века осталась лишь хозпостройка. На северо-западной окраине Голубичей находится городище железного века, включённое в Государственный список историко-культурных ценностей Республики Беларусь. В Национальном художественном музее хранится распятие из Голубичей (be:Распяцце з Галубічаў) XIV века, самое старинное из подобных распятий в Белоруссии.
В 1970 году здесь было 82 двора и 283 жителя, в 1992 году — 181 двор и 480 жителей